# Justice (Oklahoma)
Pour les articles homonymes, voir Justice (homonymie).
Justice est une census-designated place située dans le comté de Rogers, dans l’État de l’Oklahoma, aux États-Unis. Sa population s’élevait à 1 324 habitants lors du recensement de 2010.

## Source
- (en) Cet article est partiellement ou en totalité issu de l’article de Wikipédia en anglais intitulé « Justice, Oklahoma » (voir la liste des auteurs).